# Агеєв Геній Євгенович
Геній Євгенович Агеєв (нар. 30 жовтня 1929, село Усть-Уда Усть-Удинського району, тепер Іркутської області, Російська Федерація — 11 січня 1994, місто Москва) — радянський діяч органів державної безпеки, 1-й заступник голови КДБ СРСР, генерал-полковник (1986). Кандидат у члени ЦК КПРС у 1986—1990 роках. Народний депутат Російської РФСР (1990—1993).

## Життєпис
Народився в селянській родині. У 1937 році разом із родиною переїхав до міста Іркутська. У 1947 році закінчив Іркутську середню школу № 11.
У 1947 році вступив до Московського авіаційного інституту, після першого курсу перевівся до Іркутського гірничо-металургійного інституту, який закінчив у 1952 році.
Член ВКП(б) з травня 1952 року.
У 1952—1955 роках — завідувач військово-фізкультурного відділу, завідувач відділу робітничої молоді, заступник завідувача відділу комсомольських організацій Іркутського обласного комітету ВЛКСМ.
У вересні 1955 — березні 1961 року — заступник секретаря партійного комітету будівництва Братської ГЕС в Іркутській області.
У 1961 — грудні 1963 року — завідувач промислово-транспортного відділу Іркутського міського комітету КПРС; 1-й секретар Кіровського районного комітету КПРС міста Іркутська.
У грудні 1963 — лютому 1965 року — 2-й секретар Іркутського міського комітету КПРС.
У лютому 1965 — березні 1967 року — заступник начальника Управління КДБ по Іркутській області.
23 березня 1967 — 11 січня 1973 року — начальник Управління КДБ по Іркутській області.
11 січня 1973 — липень 1974 року — начальник Управління кадрів КДБ при РМ СРСР. Член Колегії КДБ при РМ СРСР з 12 січня 1973 року.
11 липня 1974 — вересень 1981 року — секретар партійного комітету КДБ СРСР.
У вересні 1981 — лютому 1983 року — начальник 4-го Управління (контррозвідувальне забезпечення об'єктів транспорту і зв'язку) КДБ СРСР.
15 лютого 1983 — 5 грудня 1985 року — заступник голови КДБ СРСР — начальник Управління кадрів КДБ СРСР. 5 грудня 1985 — 8 серпня 1990 року — заступник голови КДБ СРСР.
8 серпня 1990 — 28 серпня 1991 року — 1-й заступник голови КДБ СРСР.
Під час ДКНС (ГКЧП) у серпні 1991 року безпосередньо керував заходами із ізоляції президента СРСР Михайла Горбачова в Форосі. Після провалу путчу Прокуратурою РРФСР був виписаний ордер на арешт Агеєва, але він захворів і ліг в госпіталь. Звільнений з КДБ СРСР у серпні 1991 року за активну підтримку ДКНС (ГКЧП).
11 січні 1994 року помер, незважаючи на проведену операцію з аортокоронарного шунтування серця. Похований на Троєкуровському цвинтарі в Москві.

## Військові звання
- підполковник (1965)
- полковник (1967)
- генерал-майор (17.12.1973)
- генерал-лейтенант (14.12.1979)
- генерал-полковник (18.12.1986)

## Нагороди
- орден Жовтневої Революції
- два ордени Трудового Червоного Прапора
- орден «Знак Пошани»
- медалі